# ГЕС Овре-Россага
ГЕС Овре-Россага — гідроелектростанція в центральній Норвегії за півсотні кілометрів на південний захід від міста Му-і-Рана. Використовує ресурс зі сточища річок, котрі впадають до Рана-фіорду та Vefsnfjorden (Норвезьке море).
У межах проекту для станції створили велике водосховище Россватнет, котре природним шляхом дренується через Россагу до Sorfjorden (одна з південних заток Рана-фіорду). Для цього на виході річки з озера Тустерватнет звели кам'яно-накидну/бетонну греблю висотою 18 метрів та довжиною 300 метрів. Створений нею підпір розповсюдився вище по течії на озеро Россватнет та призвів до появи водосховища з площею поверхні 218,6 км2 та корисним об'ємом 2363 млн м3, що забезпечується коливанням рівня між позначками 372,2 та 383,4 метра НРМ (для нижньої частини водойми, яка раніше була озером Тустерватн, цей показник дещо інший — від 370,7 до 383,2 метра НРМ).
Окрім власного стоку, сюди надходить додатковий ресурс з кількох дериваційних систем. Одна з них прямує із заходу зі сточища річки Вефсна, котра впадає до Vefsnfjorden (виходить у море дещо південніше від Рана-фіорду). Ця траса загальною довжиною біля 15 км починається від водозабору на Svartvasselv, правій притоці Gluggvasselva, котра в свою чергу є правою притокою Вефсни. Невдовзі після початку тунель сполучається з водоводом завдовжки 0,5 км, прокладеним від Åsskardelva (Tverrelv), правої притоки Svartvasselv, як наслідок, перетин споруди з 40 м2 збільшується до 54 м2. Далі на дериваційному маршруті тунель приймає ресурс із водозаборів на Jamtfjellelv (ще одна права притока Gluggvasselva) та самій Gluggvasselva. На останній споруджена бетонна водозабірна споруда, котра забезпечує за собою глибину в 3 метри.
Окрім описаного вище, ресурс зі сточища Вефсни надходить до водосховища по ще двом коротким маршрутам, створеним південніше від Россватнет. Один тунель довжиною 1 км сполучає водозабір на East Fisklausvatnet (дренується річкою Fisklauselva, правою притокою Вефсни) з озером Лілле-Россватнет, котре в свою чергу з'єднане природною протокою з Россватнет. При цьому East Fisklausvatnet може регулюватись у діапазоні 1 метр. Другий тунель завдовжки понад 5 км починається з озера Elsvatnet (дренується річкою Elsvasselva, правою притокою Вефсни), в якому припустиме коливання рівня в діапазоні 1,5 метра. На своєму шляху тунель отримує додатковий ресурс із Sirijordselva (права притока Elsvasselva) та її правого допливу струмка Сторбеккен. У підсумку ця траса завершується в озері Ugelvatnet, що відноситься до сточища Россватнет.
З півночі до водосховища надходить ресурс із річки Bleikvasselva, правої притоки Россаги. Тут за допомогою кам'яно-накидної греблі висотою 30 метрів утримується водосховище Bleikvatnet з площею поверхні 12,7 км2 та корисним об'ємом 250 млн м3, що забезпечується коливанням рівня між позначками 386 та 407,5 метра НРМ. Вода транспортується до Россватнет по тунелю довжиною біля 4,5 км, при цьому в 2008-му стала до ладу нова споруда, яка знадобилась через обвал у старому тунелі (а за кілька років до того, у 1999-му, звели нову греблю на виході з Bleikvatnet, оскільки стара була пошкоджена провалами у шахтних виробітках).
Із Россватнет по правобережжю Россаги прямує головний дериваційний тунель довжиною 3,5 км, котрий подає ресурс до машинного залу. Тут встановлено три турбіни типу Френсіс загальною потужністю 175 МВт, які використовують напір у 136 метрів та забезпечують виробництво 901 млн кВт-год електроенергії на рік.
Відпрацьована вода по відвідному тунелю довжиною понад 4 км транспортується до резервуару Stormybassenget, котрий виконує функцію верхнього балансувального резервуару ГЕС Недре-Россага.